# Länsväg 107
De Zweedse weg 107 (Zweeds: Länsväg 107) is een provinciale weg in de provincie Skåne län in Zweden en is circa 21 kilometer lang.

## Plaatsen langs de weg
- Ängelholm
- Strövelstorp
- Åstorp
- Hyllinge
- Bjuv

## Knooppunten
- Riksväg 13 (naar E6/E20) bij Ängelholm (begin)
- Länsväg 112
- E6/E20 bij Strövelstorp
- E4
- Länsväg 110